# Kirchberg (Luxemburg)
Kirchberg (en luxemburguès: Kierchbierg) és un dels 24 barris de la ciutat de Luxemburg. El 2014 tenia 4.791 habitants. Consisteix en un altiplà situat en la part nord-est de la ciutat, ara és el cor de la banca internacional i financera del país. Està connectat amb el centre pel Pont Gran Duquessa Charlotte —conegut com el «pont vermell»– pel color de l'òxid que cobreix el pont que s'estén per la vall del riu Alzette.

## Història
El 1960, la junta directiva de Kirchberg va acollir els primers edificis de les institucions europees instal·lades a Luxemburg: Tribunal de Justícia de les Comunitats Europees -ara Tribunal de Justícia de la Unió Europea-, Tribunal de Comptes Europeu, Secretaria del Parlament Europeu, Banc Europeu d'Inversions (BEI), Eurostat, etc.
Des de finals de la dècada de 1980, sota el lideratge del Fonds d'urbanisation et d'aménagement du Plateau de Kirchberg i recolzat per un dinàmic sector bancari, la zona ha experimentat un renaixement i s'ha obert a noves activitats. Ara és una zona residencial, cultural -amb la Filharmònica i el Museu d'Art Modern Gran Duc Joan dissenyat per Ieoh Ming Pei- però principalment institucional i empresarial -institucions europees, bancs, institucions financeres i de serveis són molt nombrosos-.
Kirchberg és també una zona d'oci. Instal·lacions poliesportives i una piscina olímpica -tots agrupats sota el nom de D'Coque - ho converteixen en el complex esportiu més gran i important del país. Utopolis és un multicinema amb deu sales i va ser el primer a Europa equipat per a la projecció digital en totes les sales. El grup del centre comercial Auchan, al cor del barri, és un dels més grossos del país.

## Transport
L'àrea es troba a prop de l'aeroport de Luxemburg. Moltes línies d'autobús connecten el centre de la ciutat de Luxemburg i pobles dels voltants.